# Syndroom van Klüver-Bucy
Het syndroom van Klüver-Bucy  is een zeldzame neurologische aandoening die optreedt bij beschadiging van de amygdala en zenuwbanen in de temporale kwabben van de hersenen. De oorzaak kan bijvoorbeeld zijn chirurgische beschadiging, encefalitis, herpes of de ziekte van Pick. Deelsymptomen zijn ook beschreven bij dementie van generatieve of posttraumatische aard.
Het syndroom is genoemd naar Heinrich Klüver en Paul Bucy, die in 1939 een onderzoek publiceerden over het verwijderen van de amygdalae en delen van de temporale kwabben van resusapen. Hun werk was deels gebaseerd op een onderzoek van Brown en Schaefer uit 1888.
Symptomen zijn:
- Afstomping van affect en emotie
- Verlies van angst
- Eetbuien, geen onderscheid maken in voedsel (gepaard met gewichtstoename en obesitas)
- Sterke toename in seksuele activiteiten (hyperseksualiteit), autoseksualiteit, homoseksualiteit, heteroseksualiteit en seks met objecten
- Sterke reactie op visuele prikkels
- Sterke neiging om objecten te onderzoeken door ze in de mond te stoppen
- Visuele agnosie, onvermogen om objecten visueel te herkennen

De naam syndroom van Klüver-Bucy wordt tegenwoordig alleen informeel gebruikt, mogelijk doordat het onderzoek van Klüver en Bucy zich alleen met apen bezighield en het volledige scala van symptomen bij mensen zeer weinig voorkomt. Tegenwoordig gebruikt men de bredere term organische persoonlijkheidsstoornis (niet te verwarren met de specifieke persoonlijkheidsstoornissen).

## Classificatie
- ICD-10:F07.0
- DSM-IV:310.1